# Engelsk iris
Engelsk iris (Iris latifolia) är en irisväxtart som först beskrevs av Philip Miller, och fick sitt nu gällande namn av Andreas Voss. Enligt Catalogue of Life ingår Engelsk iris i släktet irisar och familjen irisväxter, men enligt Dyntaxa är tillhörigheten istället släktet irisar och familjen irisväxter. Arten förekommer tillfälligt i Sverige, men reproducerar sig inte. Inga underarter finns listade i Catalogue of Life.

## Bildgalleri

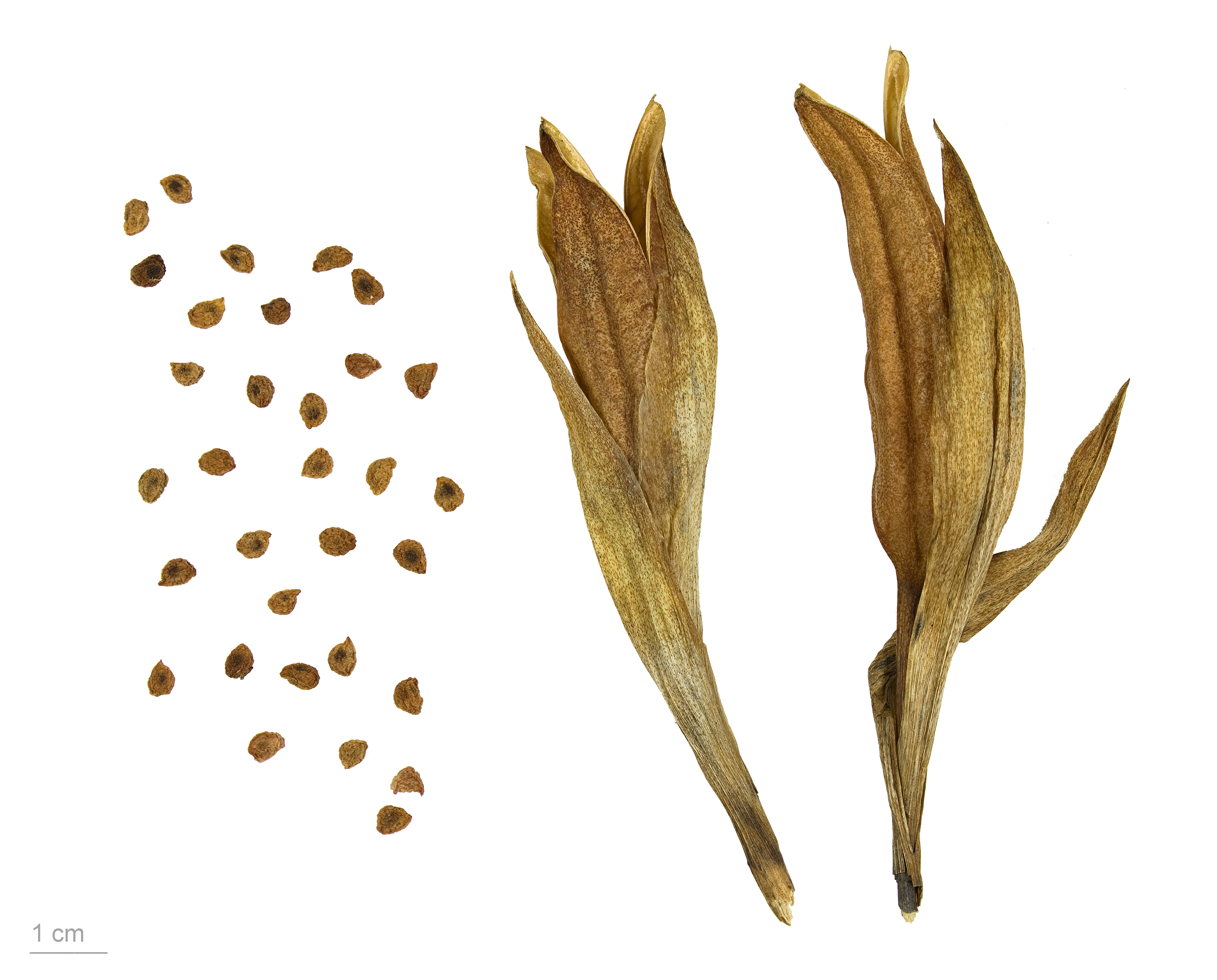
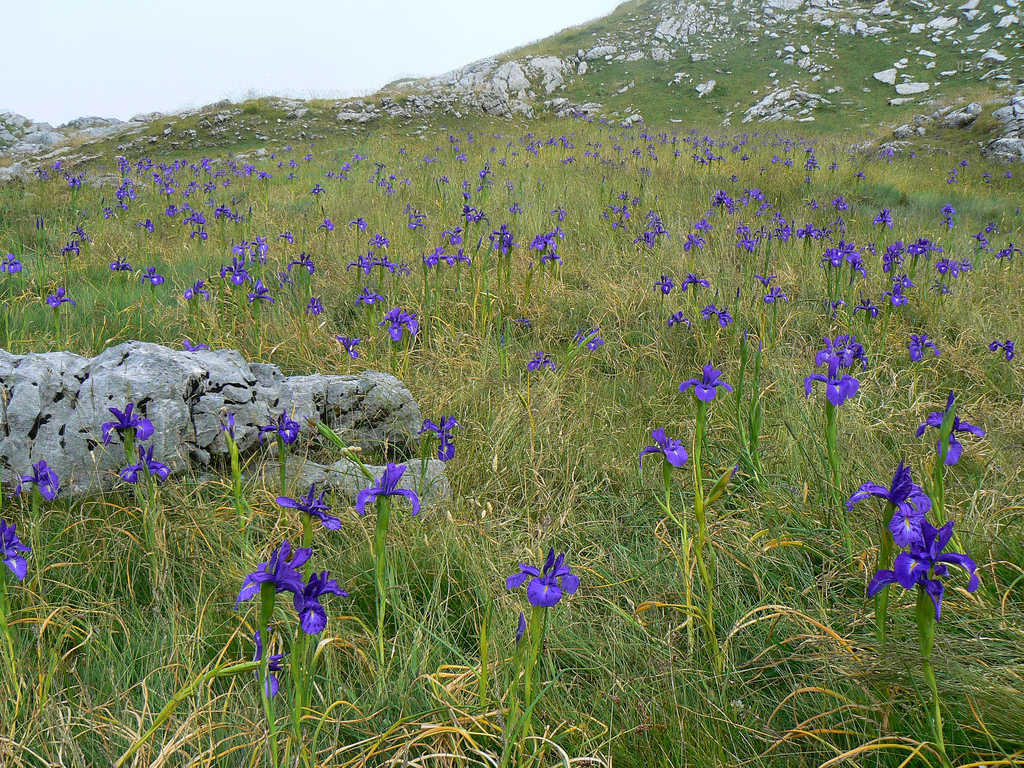
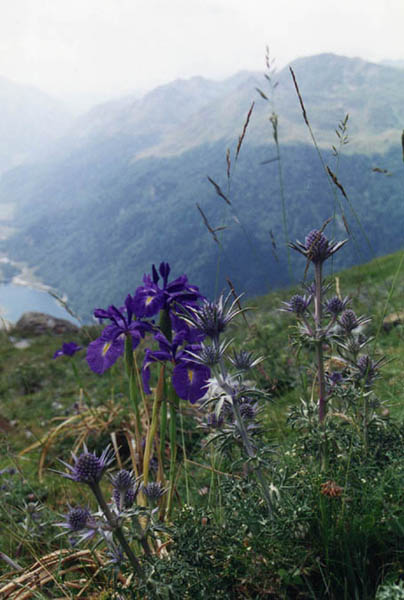
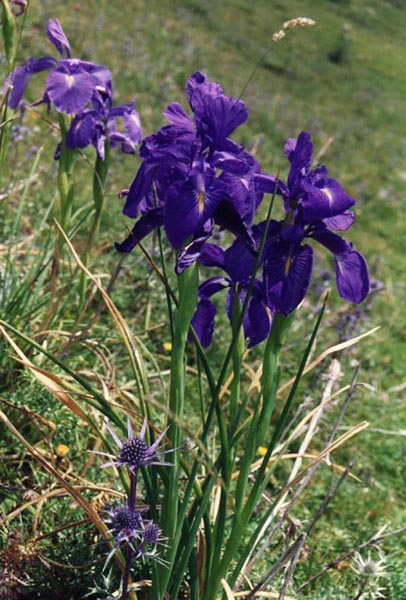
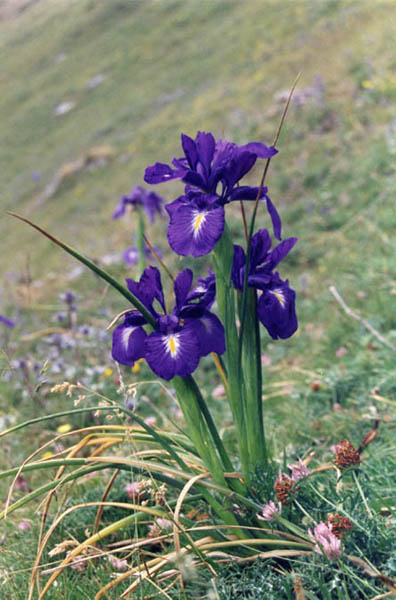
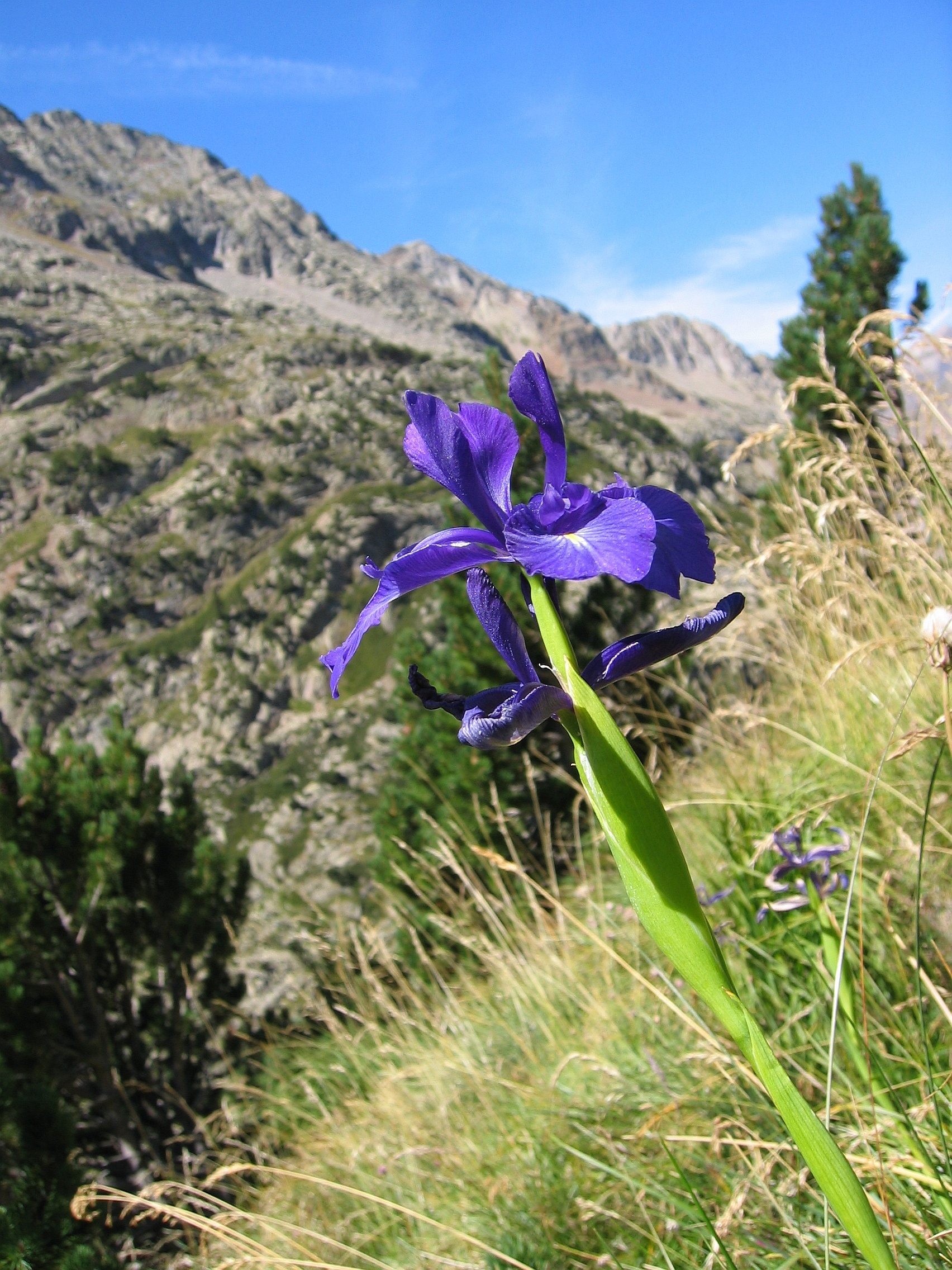